# Горелик, Семён Самуилович
Семён Самуилович Горелик (23 декабря 1911 — 4 октября 2007) — советский и российский учёный-металлург, специалист в области рекристаллизации металлов и сплавов. Доктор технических наук, профессор кафедры материаловедения полупроводников Московского института стали. Заслуженный деятель науки Российской Федерации.

## Биография
Семён Самуилович Горелик родился 23 декабря 1911 год. В возрасте 16 лет начал трудовую деятельность в качестве рабочего; с 1931 по 1933 гг. — комсомольский работник на строительстве Магнитки; до июля 1935 г. — красноармеец в Дальневосточной армии (г.Чита).
С 1935 по 1941 гг. — студент Московского института стали. Окончив институт «с отличием» в 1941 году, был направлен на работу в отдел оборонной промышленности МГК КПСС. 7 ноября 1941 г. С. С. Горелик находился на гостевой трибуне Красной площади, провожая советские войска на фронт. За вклад в производство боеприпасов в г. Москве в годы Великой Отечественной войны он в 1944 г. награждён орденом Красной Звезды.
С 1946 г. до последних дней своей жизни С. С. Горелик непрерывно связан с МИСиС. Поступает в аспирантуру, защищает кандидатскую диссертацию (1949 г.), 13 лет работает на кафедре рентгенографии и физики металлов: принимает активное участие в становлении кафедры, организации учебного процесса, читает лекции по курсу рентгенографии и физики металлов, активно занимается научной работой, защищает докторскую диссертацию (1962 г.), получает звание профессора.
С. С. Горелик был назначен на должность декана вновь созданного факультета полупроводниковых материалов и приборов МИСиС, которым он руководил в течение 10 лет. Двадцать пять лет он возглавлял кафедру материаловедения полупроводников.
Скончался 4 октября 2007 г. Похоронен на Армянском кладбище.

## Научная и педагогическая деятельность
Научная деятельность С. С. Горелика в ранние годы концентрировалась на проблеме рекристаллизации металлов и сплавов — самом распространённом процессе формирования структуры и свойств металлических материалов. Он впервые сформулировал представления об атомном механизме процессов возврата, полигонизации и рекристаллизации, доказал ошибочность взглядов на механизм роста зёрен как на процесс, идущий путём их коалесценции, и дал обоснованную классификацию этих процессов. Большое научное и прикладное значение имеют установленные им: механизм формирования структур и текстур разного типа в материалах различного назначения (трансформаторная сталь, сталь для глубокой вытяжки, сплавы на основе алюминия, никеля и др.), влияние легирования и дисперсных фаз на температурный уровень рекристаллизации, существенное для создания жаропрочных сплавов. Он открыл эффект образования вакансий и их скоплений на начальных стадиях первичной кристаллизации и выявил их роль в ускорении диффузионных процессов. Эти результаты легли в основу монографии «Рекристаллизация металлов и сплавов», вышедшей тремя изданиями (1967 г., 1978 и 2006 гг.) и удостоенной первой премии им. Д. К. Чернова. Монография переведена на английский язык.
Весьма эффективны были исследования С. С. Горелика в области полупроводниковых и диэлектрических соединений, ферритов, термоэлектрических материалов, тонких плёнок кремния, многослойных композиций. Им предложены имеющие общее значение для порошковой металлургии оригинальные способы синтеза и термообработки ферритов, улучшающие их структуру и свойства, обобщённые в монографии «Управление структурой и свойствами ферритов в процессе рекристаллизации» (1984 г.).
С. С. Горелик впервые создал научную школу в области металловедения и материаловедения микрои наноэлектроники. Дал собственное определение материаловедения как науки. Под его научным руководством защищены 15 докторских и 75 кандидатских диссертаций.
Особое внимание С. С. Горелик уделял созданию учебной литературы. Он является соавтором фундаментального труда «Физическое металловедение», учебного пособия «Рентгеноструктурный и электронно-оптический анализ», вышедшего четырьмя изданиями, учебного пособия «Материаловедение полупроводников и металловедение» и учебника «Материаловедение полупроводников и диэлектриков», монографии «Физические основы пластической деформации», переведённой на английский и китайский языки.
Вёл большую научно-организационную работу в МИСиС и за его пределами. В течение 17 лет был председателем квалификационного совета по присуждению кандидатских и докторских степеней в области электронной техники, членом совета по физике твердого тела АН СССР, ряда советов Минвуза.
По инициативе профессора С. С. Горелика в 1998 г. был создан новый журнал «Известия вузов. Материалы электронной техники», бессменным редактором которого он был до последних дней своей жизни.

## Награды
Награждён орденами Красной Звезды (1944 г.), «Знак Почёта» (1980 г.), «Почёта» (2002 г.), медалью «За трудовую доблесть» и 12 другими медалями. Первая премия им. Д. К. Чернова РАН.

## Память
2-5 октября 2017 года в НИТУ «МИСиС» прошла Седьмая Международная конференция «Кристаллофизика и деформационное поведение перспективных материалов», посвящённая памяти профессора С. С. Горелика.
Эндаумент-фонд НИТУ «МИСИС» учредил именную стипендию С. С. Горелика.